# 希勒斯多夫
希勒斯多夫（法語：Schillersdorf，法語發音：[ʃiləʁsdɔʁf]）是法国下莱茵省的一个市镇，属于萨韦尔讷区。

## 地理
希勒斯多夫（48°52'15"N, 7°31'29"E）面积7.53 平方千米，位于法国大東部大區下莱茵省，该省份为法国大陆部分最东部的省份，是阿尔萨斯的一部分，今与上莱茵省组成了阿尔萨斯欧洲集体，其南至上莱茵省，西南接孚日省和默尔特-摩泽尔省，西接摩泽尔省，北与德国接壤，东侧沿莱茵河与德国相望。
与希勒斯多夫接壤的市镇（或旧市镇、城区）包括：比绍尔茨、英维莱尔、门绍芬、米劳森、奥伯莫登-楚岑多夫、于尔维莱尔。
希勒斯多夫的时区为UTC+01:00、UTC+02:00（夏令时）。

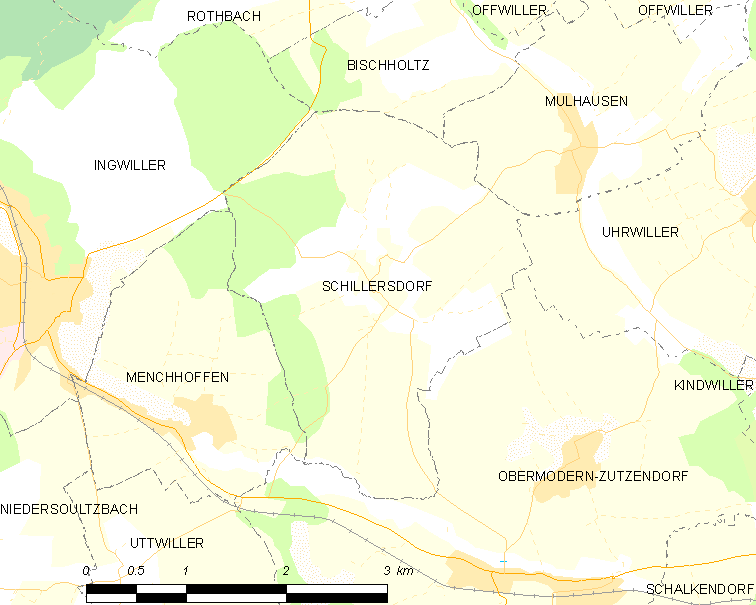
希勒斯多夫的OSM定位图

## 行政
希勒斯多夫的邮政编码为67340，INSEE市镇编码为67446。

## 政治
希勒斯多夫所属的省级选区为英维莱尔县。

## 人口

1962-2008年间希勒斯多夫人口变化图示

希勒斯多夫于2022年1月1日时的人口数量为413人。